# Ovídio Pequeño
Ovídio Manuel Barbosa Pequeño, né le 5 novembre 1954, est un journaliste, diplomate et homme politique santoméen. Il est ministre des Affaires étrangères de 2004 à 2006 puis de 2007 à 2008.

## Biographie
Ovídio Pequeño commence ses études à l'Université Pacific Western (en) puis les poursuit à l'Institut de technologie de New York. Il devient de 1990 à 2000 rédacteur en chef de La Voix de l'Amérique à Washington. En 1998 et 1999, il est directeur du même service de diffusion en Angola. Avant d'être Premier secrétaire auprès de la Mission permanente de Sao Tomé-et-Principe aux Nations unies, il occupe le poste de chef du Département de l'Information au ministère de l'Information et des Affaires culturelles. 
Il est ambassadeur de son pays à Taïwan de décembre 1999 au 30 mars 2004 et est nommé ambassadeur aux Nations unies le 27 avril 2006, ainsi que le 10 mars 2006 aux États-Unis et le 6 juin de la même année au Canada, jusqu'à sa nomination comme ministre des Affaires étrangères le 30 mars 2004. Il reste en fonction deux ans, connaît trois gouvernements — le VIIIe de Maria das Neves, le IXe de Damião Vaz d'Almeida et le Xe de Maria do Carmo Silveira —, avant de démissionner le 16 janvier 2006. En même temps que ses postes au Canada et aux États-Unis, il est ambassadeur au Brésil de 2006 à 2007 puis de 2008 à 2012, fonction interrompue par son retour au ministère des Affaires étrangères, du 20 novembre 2007 jusqu'en 2008.